# Blattakeraia
Blattakeraia is een geslacht van wantsen uit de familie van de Miridae (Blindwantsen). Het geslacht werd voor het eerst wetenschappelijk beschreven door Symonds & Cassis in 2018.

## Soorten
Het genus bevat de volgende soorten:

- Blattakeraia actinostrobi Symonds & Cassis, 2018
- Blattakeraia hochuli Symonds & Cassis, 2018